# Robotnicy ’80
Robotnicy ’80 – polski pełnometrażowy film dokumentalny z 1980 roku w reżyserii Andrzeja Chodakowskiego i Andrzeja Zajączkowskiego, czarno-biała relacja o strajku w Stoczni Gdańskiej w sierpniu 1980 roku i przebiegu negocjacji Międzyzakładowego Komitetu Strajkowego ze stroną rządową. Film trwa 94 minuty, a jego tytuł stanowi odniesienie do filmu Robotnicy ’71: nic o nas bez nas w reżyserii Krzysztofa Kieślowskiego i Tomasza Zygadły (1972).

## Historia filmu
Ekipa filmowa Wytwórni Filmów Dokumentalnych w Warszawie otrzymała oficjalne zezwolenie Ministerstwa Kultury i Sztuki PRL na wyjazd do Gdańska dzięki interwencji Andrzeja Wajdy; uzyskał on również zgodę komitetu strajkowego na filmowanie strajku. Po przybyciu na miejsce ekipa weszła na teren Stoczni Gdańskiej dzięki reżyserowi Bohdanowi Kosińskiemu i jego znajomości z Bogdanem Borusewiczem (Kosiński, główny inicjator powstania filmu, został decyzją władz wykluczony z ekipy i przyleciał do Gdańska na własny koszt). Film nakręcono w dniach 25–31 sierpnia 1980 roku i bardzo szybko zmontowano. Pierwszy publiczny pokaz, w formie materiałów roboczych, odbył się w nocy z 14 na 15 września 1980 roku na 7. Festiwalu Polskich Filmów Fabularnych w Gdańsku w Domu Technika NOT. Pierwsza oficjalna projekcja gotowego filmu miała miejsce 7 grudnia 1980 roku w największym gdańskim kinie „Leningrad” (później „Neptun”). Początkowo film wyświetlano w kinach jedynie w Trójmieście (Gdańsku) i w Szczecinie; w pozostałych częściach kraju miał zakaz dystrybucji. Wyświetlanie w kinach na Wybrzeżu wstrzymano przed końcem grudnia 1980 roku.
W 1981 roku film wyświetlano w kinach na terenie całej Polski, obchodząc zakaz dystrybucji. Posługiwano się eufemizmem „wszystkie seanse zarezerwowane”; określeniem tym zastępowano tytuł, którego nie wolno było drukować w programach kin. Oficjalnie film nie został dopuszczony przez cenzurę do kin, lecz jedynie do użytku wewnętrznego NSZZ „Solidarność”, który wynajmował sale kinowe i wyświetlał go swoim członkom na zamkniętych pokazach. Ponieważ przynależność do NSZZ „Solidarność” była masowa, masowa była również frekwencja w kinach; osoby spoza Związku także mogły uczestniczyć w seansach. Według czasopisma „Mały Rocznik Filmowy: filmowy serwis prasowy” (1988) w latach 1981–1988 film obejrzało w polskich kinach łącznie 4 979 637 widzów (21. miejsce pod względem frekwencji), z czego 4 783 000 przypadło na 1981 rok (2. miejsce pod względem frekwencji), po wejściu produkcji na ekrany kin w dniu 31 stycznia 1981 roku.
W 1980 roku ukazała się francuska wersja filmu, zatytułowana Ouvriers 80, na kasecie VHS wideo z dubbingiem w języku francuskim i napisami w języku niderlandzkim (Film Polski, Warszawa, Paryż 1980; wznowienie: Direction du livre et de la lecture, Paryż 2001, kaseta VHS). W marcu 1981 roku odbyła się premiera w Paryżu z francuską wersją językową czytaną przez lektora. Godzinną wersję filmu zmontował dla telewizji francuskiej reżyser Chris Marker. W 1981 roku film był pokazywany w letnich kinach studyjnych w Holandii, a w 1982 roku w Nowym Jorku pod tytułem Workers '80, z angielską wersją językową czytaną przez lektora (przekład Richard Lourie i Anthony Milosz). Po 1990 roku film wielokrotnie wyświetlano w Telewizji Polskiej. W 2010 roku bezpłatną płytę DVD z filmem dołączono do „Biuletynu Instytutu Pamięci Narodowej” nr 9–10 (118–119), wrzesień–październik 2010.
Fragmenty Robotników '80 wykorzystano w filmie Człowiek z żelaza w reżyserii Andrzeja Wajdy (1981), w filmie KOR, zrealizowanym w Paryżu (1988), oraz w filmach Przerwany film (1993) i Strajk. Die Heldin von Danzig (2007, tytuł polski Strajk). W 2017 roku Robotnicy ’80 znaleźli się wśród materiałów dodatkowych zawartych w zbiorze Andrzej Wajda: Antologia filmowa (Wydanie Kolekcjonerskie), zawierającym płyty DVD z filmami Andrzeja Wajdy (26 płyt) i materiały dodatkowe (10 płyt) (Cyfrowe Repozytorium Filmowe, Warszawa 2017). W 2018 roku Wytwórnia Filmów Dokumentalnych i Fabularnych dokonała rekonstrukcji cyfrowej filmu, współfinansowanej przez Polski Instytut Sztuki Filmowej.

## Nagrody
- „Syrenka Warszawska”, nagroda Klubu Krytyki Filmowej Stowarzyszenia Dziennikarzy Polskich dla reżyserów za „najlepszy spośród utworów polskich wyświetlanych w latach 1979–1980” (1980)[28][29]
- Nagroda Międzynarodowej Federacji Krytyków Filmowych (FIPRESCI) (styczeń 1981, 11. Międzynarodowy Festiwal Filmów Krótkometrażowych i Dokumentalnych w Lille we Francji[1][30], gdzie pokaz filmu Robotnicy ’80 został zorganizowany przez francuskie związki zawodowe CGT jako impreza towarzysząca festiwalowi[31])